# Üdingen
Üdingen ist ein Ortsteil der Gemeinde Kreuzau im nordrhein-westfälischen Kreis Düren.

## Lage
Üdingen liegt im Rurtal in der Rureifel im Naturpark Nordeifel. Nachbarorte sind Kreuzau, Winden, Boich, Leversbach und Untermaubach.

## Geschichte

### Besiedlung

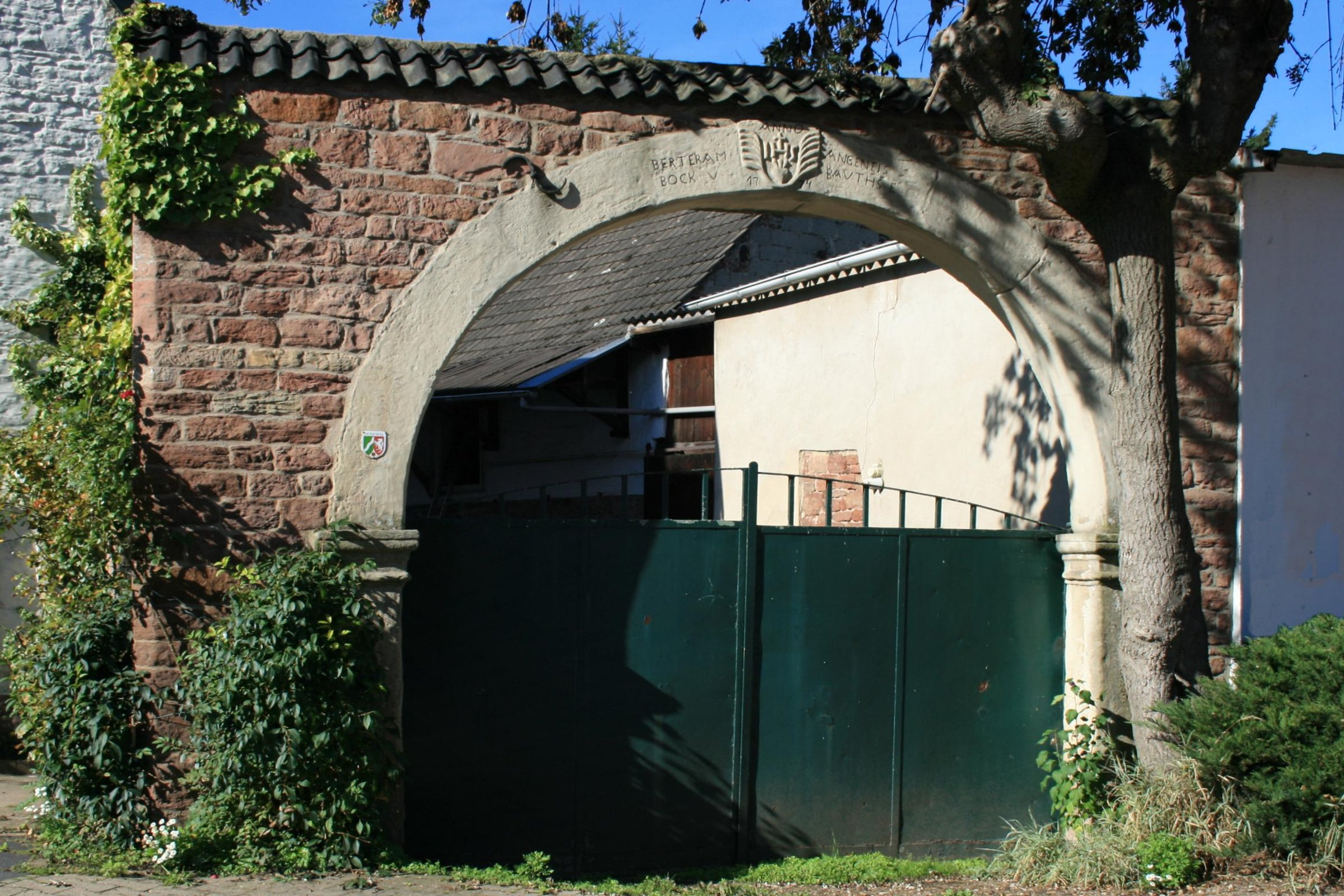
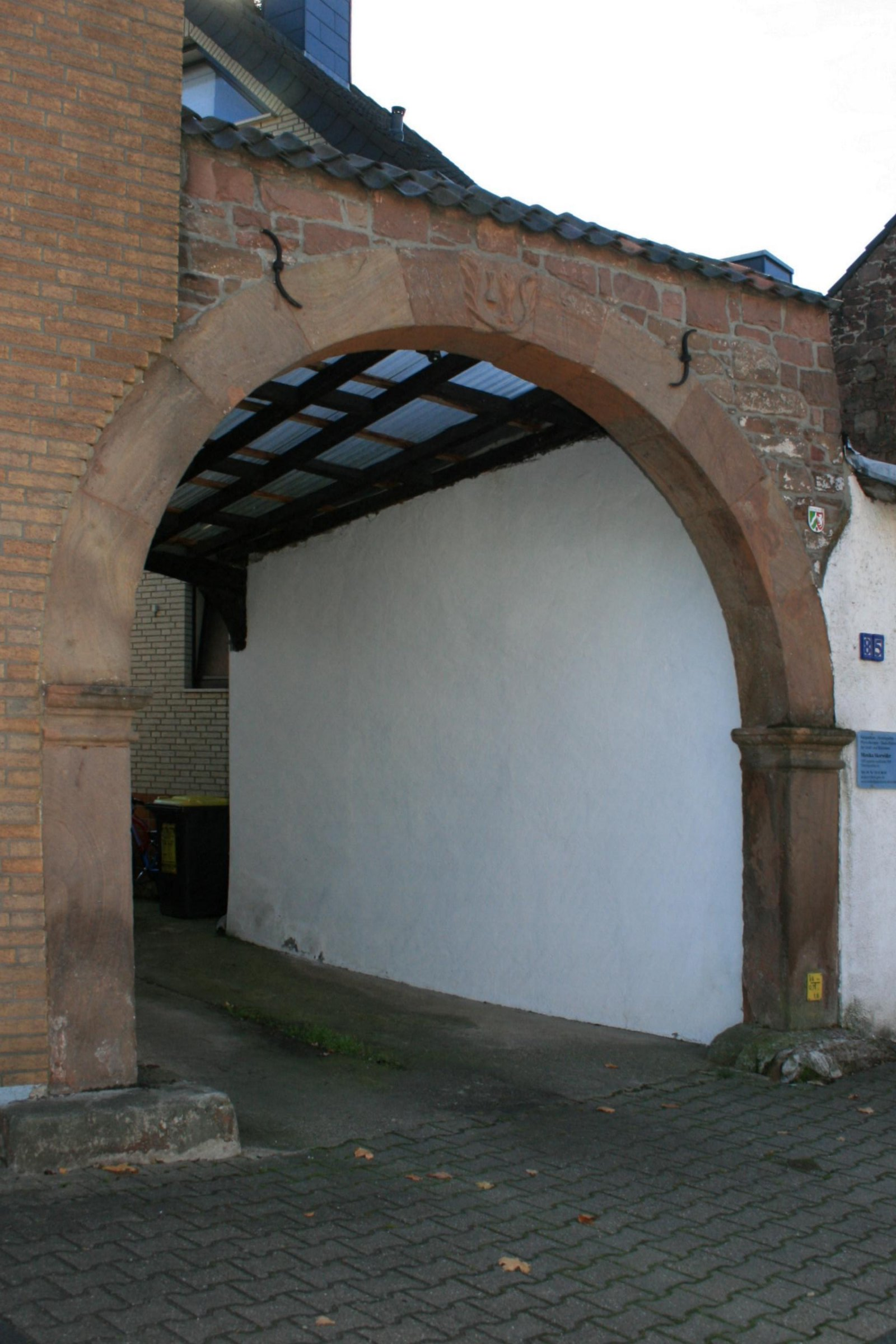
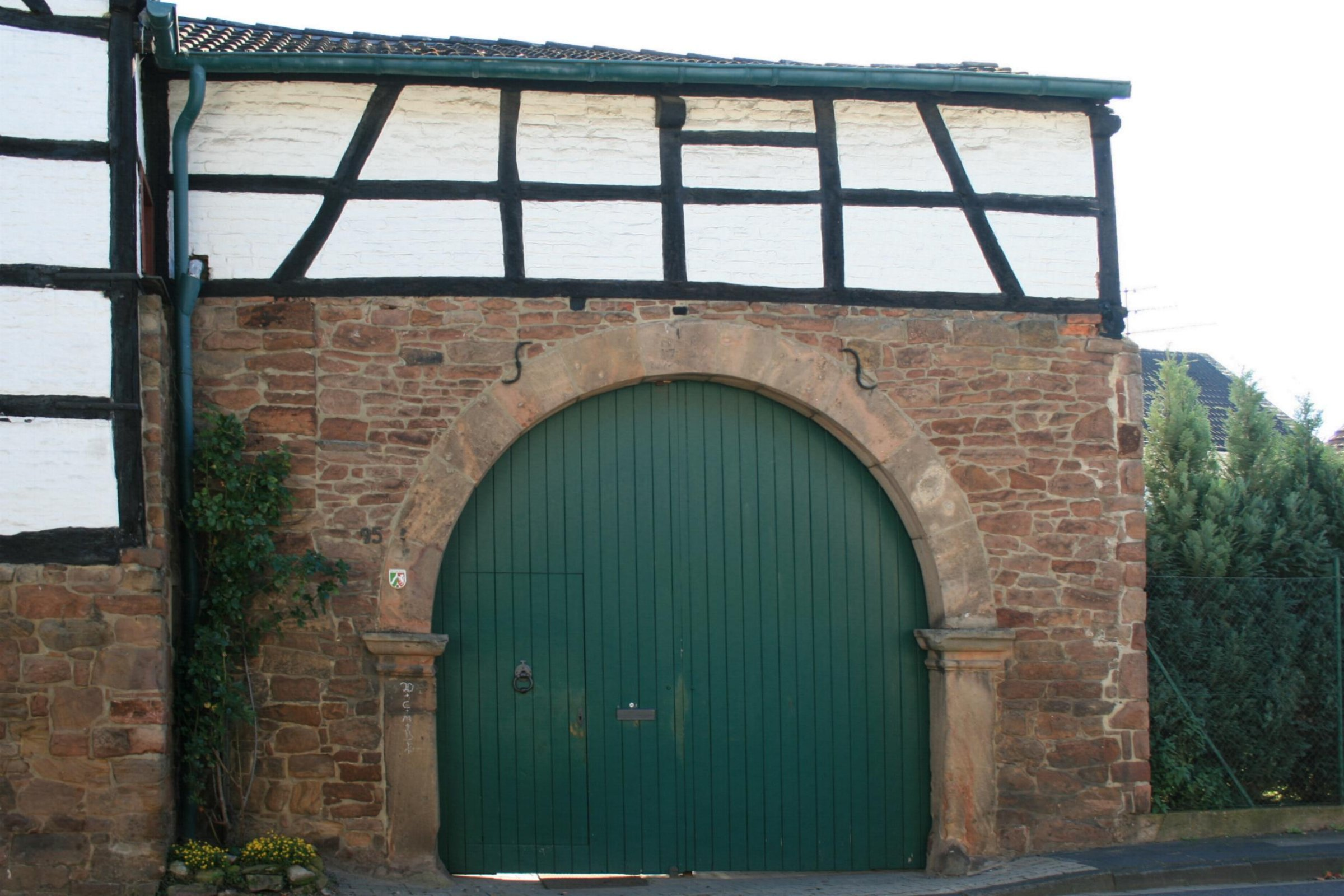

Die Region um Üdingen war bereits keltisches Siedlungsland. Hier befand sich im Bereich des modernen Rurüberganges (Üdinger Brücke) eine Furt oder Brücke, die man wohl schon in keltischer Zeit zur Überquerung des Flusses nutzte. Auf der gegenüberliegenden Seite der Rur lag auf der Anhöhe der „Hochkoppel“ eine befestigte keltische Fliehburg, die dort um die Zeitenwende kurz vor der römischen Eroberung des Rheinlandes errichtet wurde.
Der Rurübergang bei der Üdinger Brücke wurde auch von den Römern genutzt. Hier standen beiderseits des Flusses massive römische Gebäude: Im Jahr 1948 fand man am Uferhang auf der Üdinger Seite römische Trümmer, außerdem entdeckte man auf den am gegenüberliegenden Flussufer gelegenen Äckern römische Funde. Oberhalb des Flussüberganges wurden 1966 in Üdingen bei Pflanzarbeiten Reste einer römischen Hypocaust-Anlage entdeckt. Dieser Fund beweist die Existenz eines Gebäudes mit beheizbarem Bad. Ein ähnlicher Fund wurde 1998 auf dem gegenüberliegenden Ufer gemacht. Während der Erschließung eines neuen Parkplatzgeländes tauchten an der bereits bekannten Trümmerstelle erneut römische Relikte auf. Eine Grabung brachte Mauerzüge eines mehrräumigen massiven Bauwerks zu Tage, zu dem wiederum ein beheizbares Bad gehörte. Das Fundmaterial entsprach dem römischen Materialspektrum des beginnenden 2. und vor allem des 1. Jahrhunderts. Reste feinen Tafelgeschirrs (Südgallische Terra Sigillata, Terra Nigra, weitere feine Tonwaren, blaue Rippenschale aus Glas) erlaubten die Datierung eines Teils des Fundmaterials in das dritte Viertel des 1. Jahrhunderts. Im Vergleich zu den ansonsten bekannten römischen Anlagen der Umgebung zeigt sich für diese Anlage ein relativ früher Beginn. Sie entstand zeitgleich mit den ältesten Funden aus einigen Gutshöfen und Ansiedlungen wie Zülpich/ Tolbiacum oder dem Ausbau von Köln/ Colonia Claudia Ara Agrippinensium zur römischen Kolonialstadt. Der Ausgräber setzt die mit beheizten Bädern ausgestatteten römischen Gebäude beiderseits des Flusses in Beziehung und interpretiert sie als mansio, statio oder mutatio, also als römische Raststationen mit Bewirtung und Übernachtungsmöglichkeiten.
Wie in jüngerer Zeit müssen schon in der Vergangenheit auf dem Üdinger Osthang gelegentlich antike Gebäudereste, Architekturteile, Münzen und glänzende Keramik aufgetaucht sein, denn die Trümmer des dort von den Römern errichteten luxuriösen Bauwerks scheinen die lokalen Legenden beeinflusst zu haben. So heißt es in der Sage von der Mergesjuffer, die auf der Üdinger Seite im Mergegraben oberhalb der Furtstelle und in Sichtweite des römischen Badehauses spuken soll: „Nach anderen erhob sich in der Nähe in uralter Zeit ein glänzender Bau, umgeben von Prachtgärten und Weinbergsanlagen. Wegen der Gottlosigkeit der Besitzer ging der Bau zugrunde und in der Nähe der Trümmerstätte wandelt seit dem Tage die Juffer um.“
Bis ins 18. Jahrhundert hinein konzentrierte sich die kleine Ortschaft Üdingen auf den Bereich des einst von den Römern mit Gebäuden gesäumten Rurüberganges. Oberhalb der Brücke, auf dem Gelände der römischen mansio, standen bis vor einigen Jahrzehnten zwei durch steinerne Torbögen erschlossene Gehöfte aus dem 18. Jahrhundert. Heute ist nur noch eines mit dem eingravierten Baujahr 1744 erhalten. Eine zweite Gruppe von drei Gehöften befindet sich in knapp 100 Metern Entfernung von der Brücke in Richtung Kreuzau an der Abzweigung der Dorfstraße, wo sich der alte Weg nach Boich und Drove hinaufschlängelt. Von diesen Gebäuden haben sich ebenfalls drei steinerne Torbögen erhalten, zwei davon sind inschriftlich in die Jahre 1746 und 1774 datiert.

### Namensherkunft
Über die Herkunft des Namens Üdingen gibt es verschiedene Versionen. Er wird unter anderem auf den Personennamen Udo zurückgeführt, wahrscheinlich des Kölner Domdekans und Archidiakons Udo, der 1198 verstarb und offenbar Besitzungen in Üdingen hatte. Wahrscheinlicher ist jedoch ein keltischer Ursprung. Die Silbe „ing“ im Ortsnamen steht für „Sohn des“, in diesem Fall „Üd“. Weil Üdingen mit „gen“ endet, haben bereits zu keltischer Zeit hier mehrere Familienmitglieder des „Üd“ gewohnt. Ansonsten wäre die Endung „gen“ nicht gerechtfertigt gewesen. Also mindestens ein Hof oder mehrere Höfe waren hier schon zur Keltenzeit von Familienmitgliedern des „Üd“ bewohnt. Auch die Jungfernsage weist eindeutig auf die Anwesenheit von Menschen ohne christlichen Glauben (Kelten) bis in die Neuzeit hin. Dass bereits die Kelten Weinbau betrieben haben, ist bekannt.

### Industrialisierung
Bis zum Ende des 17. Jahrhunderts gab es an den Rurhängen Bergbau. Blei, Kupfer und Eisen wurden in kleinen Mengen abgebaut. Bis in das 20. Jahrhundert hinein wurde in und um Üdingen Weinbau betrieben.
1769 errichtete Johann Peter Kramer in dem abseits von Üdingen gelegenen Oberschneidhausen ein Eisenschneidwerk, das dem Ortsteil den Namen gab. Bis 1857 gehörte Oberschneidhausen zu der Gemeinde Winden, ehe es Üdingen zugeteilt worden ist. Im Krieg wurde die Mühle, die ab 1898 Papier herstellte, so zerstört, dass man heute nur noch einzelne Ruinen sieht.

### Neugliederung
Üdingen gehörte mit Drove, Boich, Leversbach und Schlagstein zu dem winzigen Fünf-Dörfer-Staat der Drover Herrschaft. 1670 wurde das Gebiet zu Jülich geschlagen.
Am 1. Juli 1969 wurde die Gemeinde Üdingen mit sechs weiteren Orten in die Gemeinde Kreuzau eingegliedert.
Durch die Neugliederung des Raumes Aachen (Aachen-Gesetz) wurden mit Wirkung vom 1. Januar 1972 die Gemeinden Obermaubach-Schlagstein und Untermaubach, der Ortsteil Langenbroich aus der Gemeinde Hürtgenwald und die Ortsteile Schneidhausen und Welk aus der Gemeinde Lendersdorf in die Gemeinde Kreuzau eingegliedert – die Gemeinde Niederau kam zu Düren. Die heutige Gemeinde Kreuzau besteht aus den Ortsteilen Bogheim, Boich, Drove, Kreuzau, Leversbach, Obermaubach mit Schlagstein, Stockheim, Thum, Üdingen, Untermaubach mit Bilstein und Winden mit Bergheim und Langenbroich.

## Kirche

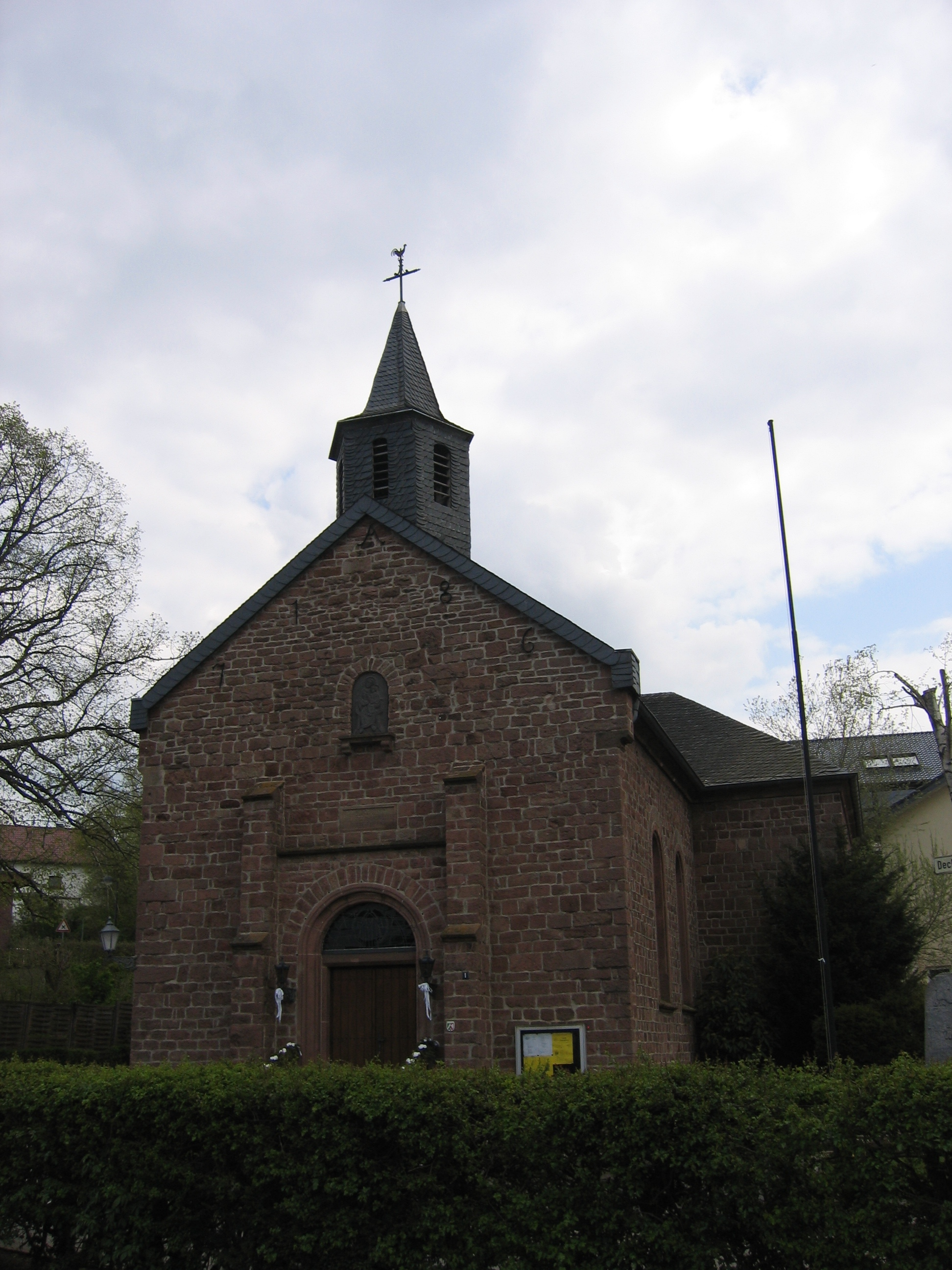
Kapelle in Üdingen

Die Kapelle „Maria – Hilfe der Christen“ wurde 1876 errichtet und später erweitert. Sie ist Filialgemeinde der Mutterpfarre Drove.

## Verkehr

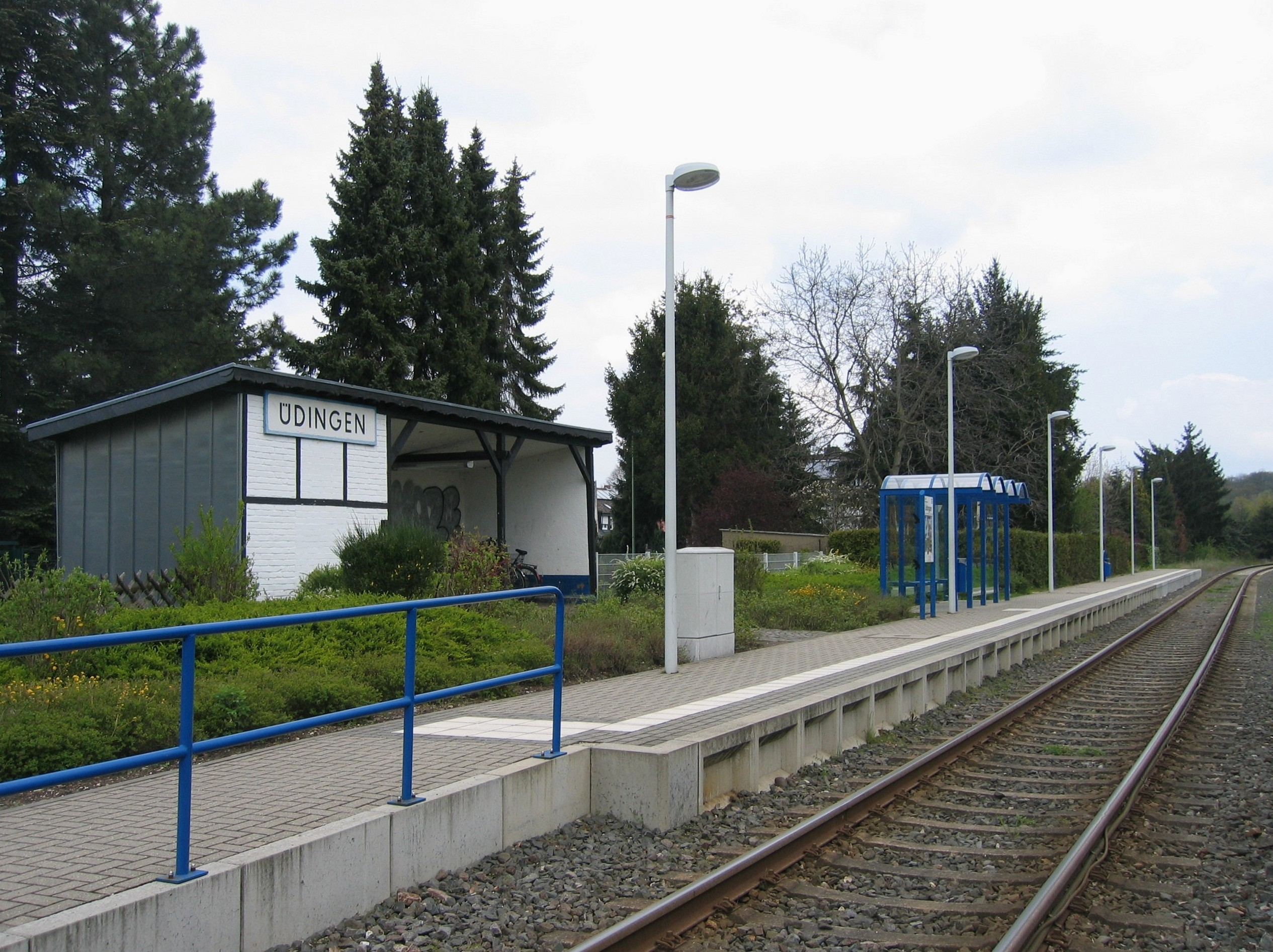
Haltepunkt der Rurtalbahn

Durch den Ort führt die Kreisstraße 32 von Kreuzau nach Nideggen. Busse des Rurtalbus (bis 31. Dezember 2019 Dürener Kreisbahn) der AVV-Linie 221 berühren den Ort.
| Linie | Verlauf |
| ----- | --- |
| 221   | Düren Bf/ZOB – StadtCenter – Kaiserplatz – Krauthausen – Niederau – Kreuzau – Winden – Leversbach – Rath – Nideggen |

Durch den Ort führt die Bahnstrecke Düren–Heimbach, Üdingen hat einen Haltepunkt an dieser Strecke.
| Linie | Linienverlauf | Takt                                                                      |
| ----- | --- | ------------------------------------------------------------------------- |
| RB 21 | Rurtalbahn: Düren – Annakirmesplatz – Kuhbrücke – Lendersdorf – Renkerstr/Krankenhaus – Tuchmühle – Kreuzau – Kreuzau, Eifelstraße – Üdingen – Untermaubach-Schlagstein – Obermaubach – Zerkall – Nideggen-Brück – Abenden – Blens – Hausen – Heimbach (Eifel) Stand: Fahrplanwechsel Dezember 2021 | 30 min / 60 min (SVZ) (Düren–Untermaubach) 60 min (Untermaubach–Heimbach) |

Am Ort vorbei führen die Radwanderwege:
- RurUfer-Radweg, der die höchste Erhebung des Hohen Venn mit der Mündung der Rur in die Maas verbindet.
- Wasserburgenroute, sie verbindet mehr als 130 Burgen am Rand der Eifel und in der Kölner Bucht.
- Kaiser-Route, verläuft von Aachen nach Paderborn.

## Kindergarten
Üdingen hat einen gemeindlichen Kindergarten mit zwei Gruppen, also für 50 Kinder.

## Vereinswesen
Neben einer Löschgruppe der Freiwilligen Feuerwehr Kreuzau gibt es einen Förderverein für den Kindergarten, den Frauenchor, eine Karnevalsgesellschaft, den Männergesangverein, einen Sportverein Sportfreunde Üdingen, einen Kirmesverein, Kapellenverein Üdingen und eine Ortsgruppe des VdK. Selten ist eine Kolpingjugend in einem solch kleinen Dorf zu finden. Des Weiteren existiert die Maijugend Üdingen.

## Sonstiges
- Von Üdingen nach Boich führt ein 9,5 km langer Landschaftsentdeckungspfad.
- Im Ort wohnte Heinrich Niehaves (1939–2015), ehem. Gemeindedirektor von Kreuzau und später Professor an der bulgarischen Universität Warna.
- Die Ehefrau von Heinz Eckner betrieb einige Jahre eine Gaststätte im Ort.
- Der Pianist Lars Vogt (1970–2022) wohnte im Ort.
- Der Fußballverein Sportfreunde Üdingen spielte kurzfristig in der höchsten mittelrheinischen Amateurliga.